# Excubitorium

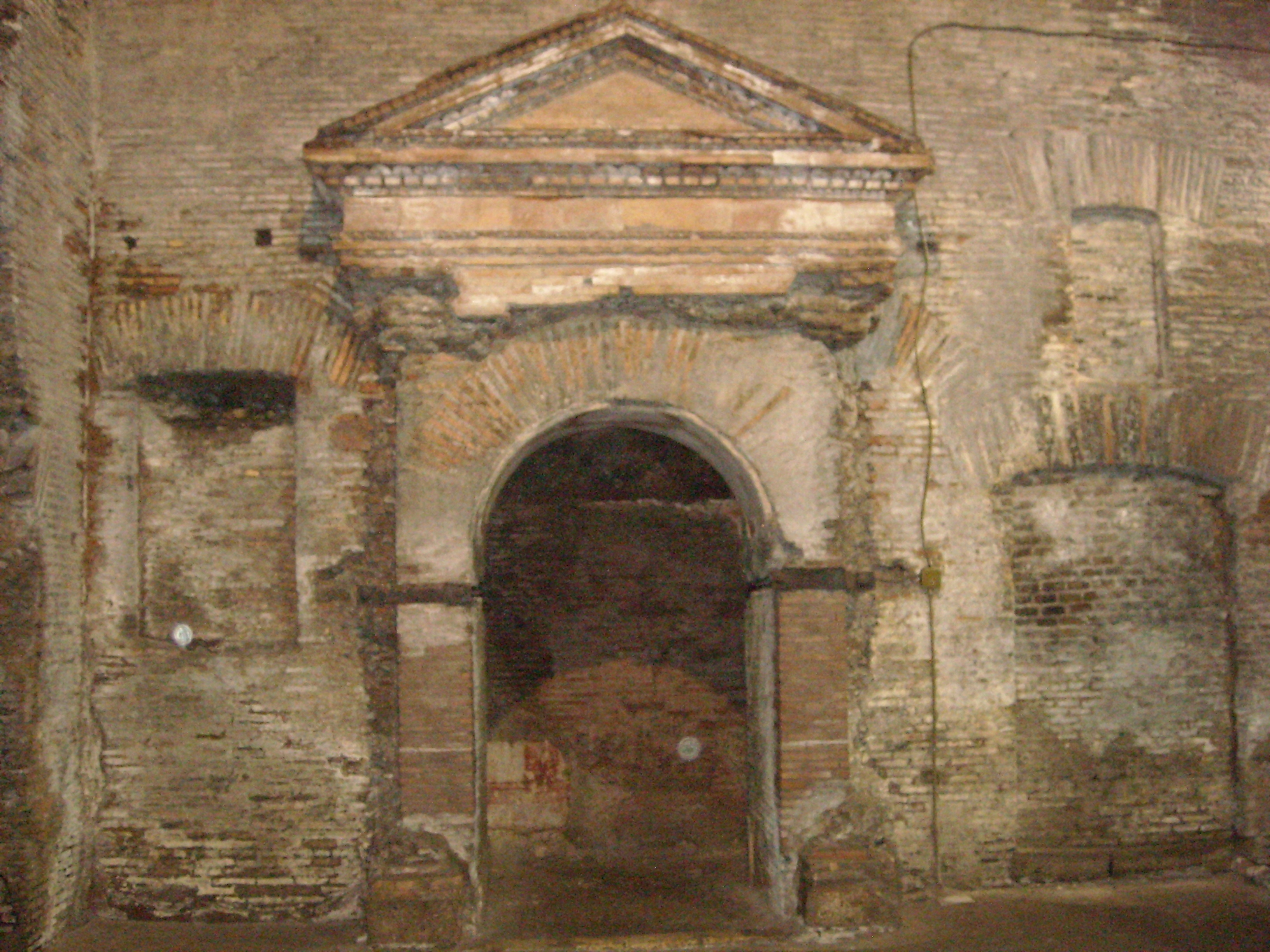
Excobitorium de la cohorte de vigías del Trastevere

El excubitorium —del latín, excubi participio del pasado de excubāre ('vigilar', literalmente, 'mirar fuera') + tōrium, 'lugar'— era el puesto de guardia o garita de los vigiles (vigilantes urbanos encargados de la lucha contra los incendios y labores de policía) de la antigua Roma.
El más famoso es el que se encontró en el Trastevere, en Roma, en los años 1865-1866. El puesto de guardia pertenecía a la séptima cohorte de vigías, que tenía un cuartel cercano, y se había convertido en una casa particular, hacia el final del siglo II. De particular interés son los numerosos grafitis aparecidos en las paredes, realizados por la brigada en los momentos de ocio, que se remontan a la primera mitad del siglo III. El sitio puede ser visitado en el Trastevere en una visita de grupo guiada solicitada a la comuna de Roma. La entrada es a través de la Séptima Cohorte n. 9, no lejos del viale Trastevere y de la piazza Sonnino.
Por extensión, en arquitectura eclesiástica, el excubitorium es una galería o garita en una iglesia donde los fieles vigilaban toda la noche en la víspera de alguna festividad y desde la que se observaban los grandes santuarios. El Inglaterra destaca el de St. Albans, una hermosa estructura de madera, y el de Lichfield, una galería en la puerta de la sacristía.